# Trypanosomen
Trypanosomen zijn eencellige organismen behorend tot het geslacht Trypanosoma. Er zijn verschillende soorten bekend die allemaal parasitair leven en bij mens en dier de oorzaak zijn van een aantal bijzonder gevaarlijke tropische ziektes, zoals in Afrika de slaapziekte en in Zuid-Amerika de ziekte van Chagas. Het merendeel van deze aandoeningen wordt door insecten overgebracht, die de trypanosomen van het ene levende wezen op het andere overbrengen. De belangrijkste overbrenger van de slaapziekte is de tseetseevlieg, die zich voedt met het bloed van gewervelde dieren, in het bijzonder dat van zoogdieren.
De trypanosomen brengen twee tot drie weken in het bloed van de tseetseevlieg door, voordat zij in de speekselklieren van deze insecten komen. Daar pas voltooien zij hun ontwikkeling en worden zij besmettelijk. Als de vlieg dan ook een zoogdier bijt, wordt deze besmet en als gevolg daarvan ziek. Als de trypanosomen op die manier op een nieuwe drager zijn overgegaan, komen zij eerst in het bloed terecht, waar zij tussen de bloedcellen leven. Na een poosje gaan zij over naar de lymfklieren om uiteindelijk hun leven te slijten in het centrale zenuwstelsel. Trypanosoma brucei gambiense is de veroorzaker van de slaapziekte bij de mens; de verwante Rhodesische trypanosoom (Trypanosoma brucei rhodesiense), veroorzaakt de nagana, wat een ziekte is bij de mens, het vee en een groot aantal andere zoogdieren, waaronder de hond.
Het is in praktijk erg moeilijk om de trypanosomen te bestrijden. Daarvoor zou men alle in een bepaald gebied levende zoogdieren moeten doden, wat men in het verleden in Oost-Afrika weleens geprobeerd heeft.

## Levenscyclus
Als voorbeeld wordt de levenscyclus van Trypanosoma cruzi gegeven.

Levenscyclus

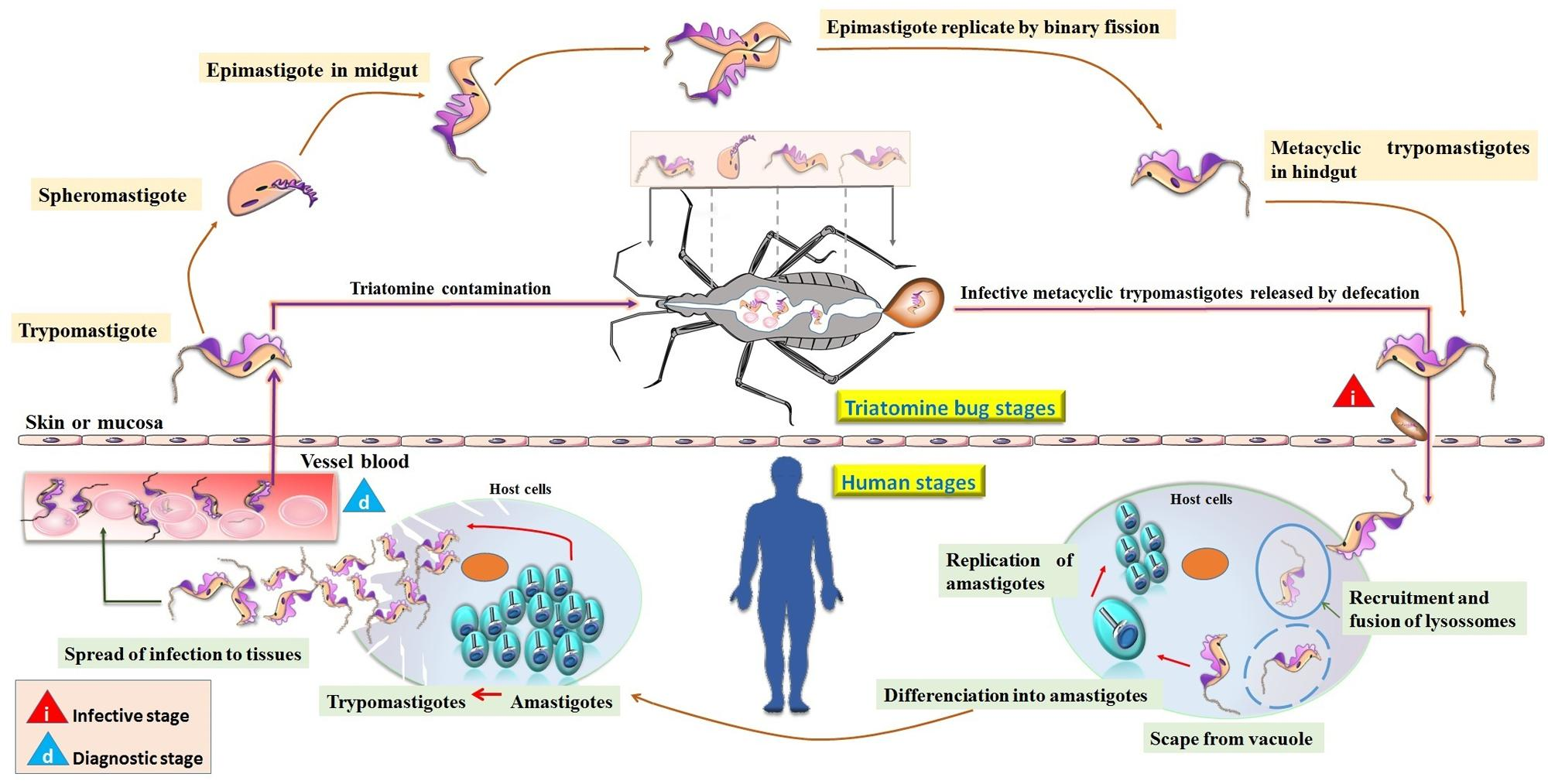
Levenscyclus

In de darm van roofwantsen verandert de met het bloed opgenomen parasiet van een trypomastigoot in een epimastigoot; deze kunnen zich door deling in het spijsverteringskanaal van de wants vermeerderen. In de endeldarm van de wants ontstaan uit de epimastigoten weer nieuwe trypomastigoten, die met de uitwerpselen uitgescheiden worden en zoogdieren via huidwondjes of het slijmvlies kunnen infecteren.
Bij zoogdieren komt de parasiet als trypomastigoot in de bloedbaan of als amastigoot in lichaamscellen voor. Na de infectie worden als eerste de macrofagen in de huid besmet. De intracellulaire amastigoten kunnen zich in het cytoplasma van de gastheercellen door deling vermeerderen en na omvorming in trypomastigoten de gastheercellen kapotmaken. Daardoor komen ze opnieuw in de bloedbaan en kunnen andere lichaamscellen van gewervelden, zoals hartspiercellen, of een nieuwe bloedzuigende roofwants infecteren.
Van mens op mens is ook overdraging van trypomastigoten door bloedtransfusie en orgaantransplantatie mogelijk. Ook kan de parasiet via de placenta van de moeder de foetus besmetten.

## Soorten
De soorten Trypanosoma cruzi en Trypanosoma brucei worden uitvoerig beschreven.
- Trypanosoma aulopi Mackerras & Mackerras, 1925
- Trypanosoma balistes Saunders, 1959
- Trypanosoma blenniclini Fantham, 1930
- Trypanosoma boissoni
- Trypanosoma bothi Lebailly, 1904
- Trypanosoma brucei Henry George Plimmer & John Rose Bradford, 1899
- Trypanosoma burresoni Jones & Woo, 1993
- Trypanosoma callionymi Brumpt & Lebailly, 1904
- Trypanosoma capigobii Fantham, 1919
- Trypanosoma carchariasi Laveran, 1908
- Trypanosoma caulopsettae Laird, 1951
- Trypanosoma cephalacanthi Ranque, 1973
- Trypanosoma coelorhynchi Laird, 1951
- Trypanosoma congiopodi Laird, 1951
- Trypanosoma cotti Brumpt & Lebailly, 1904
- Trypanosoma cruzi Chagas, 1909
- Trypanosoma delagei Brumpt & Lebailly, 1904
- Trypanosoma flesi Lebailly, 1904
- Trypanosoma froesi Lima, 1976
- Trypanosoma gargantua Laird, 1951
- Trypanosoma giganteum Neumann, 1909
- Trypanosoma gobii Brumpt & Lebailly, 1904
- Trypanosoma granulosum Laveran & Mesnil, 1902
- Trypanosoma haploblephari Yeld & Smit, 2006
- Trypanosoma heptatreti Laird, 1948
- Trypanosoma khani Burreson, 2007
- Trypanosoma laternae Lebailly, 1904
- Trypanosoma limandae Lebailly, 1904
- Trypanosoma marplatensis Bacigalupo & de la Plaza, 1948
- Trypanosoma mugilicolum Lima, 1976
- Trypanosoma murmanense Nikitin, 1927
- Trypanosoma myoxocephali Nikitin, 1927
- Trypanosoma nudigobii Fantham, 1919
- Trypanosoma pacifica Burreson & Pratt, 1972
- Trypanosoma parapercis Laird, 1951
- Trypanosoma platessae Lebailly, 1904
- Trypanosoma pleuronectidium Robertson
- Trypanosoma pulchra Mackerras & Mackerras, 1925
- Trypanosoma rajae Laveran & Mesnil, 1902
- Trypanosoma scorpaenae Neumann, 1909
- Trypanosoma scylliumi Laveran & Mesnil, 1901
- Trypanosoma senegalense Ranque, 1973
- Trypanosoma soleae Laveran & Mesnil, 1901
- Trypanosoma triglae Neumann, 1909
- Trypanosoma tripterygium Laird, 1951
- Trypanosoma variabile Laveran & Mesnil, 1902
- Trypanosoma yakimovi Yakimov, 1911